# Metuchen
Metuchen és una població dels Estats Units a l'estat de Nova Jersey. Segons el cens del 2006 tenia 13.216 habitants.

## Demografia
Segons el cens del 2000, Metuchen tenia 12.840 habitants, 4.992 habitatges, i 3.584 famílies. La densitat de població era de 1.809,3 habitants/km².
Dels 4.992 habitatges en un 32,5% hi vivien nens de menys de 18 anys, en un 58,8% hi vivien parelles casades, en un 10% dones solteres, i en un 28,2% no eren unitats familiars. En el 23% dels habitatges hi vivien persones soles el 9,6% de les quals corresponia a persones de 65 anys o més que vivien soles. El nombre mitjà de persones vivint en cada habitatge era de 2,57 i el nombre mitjà de persones que vivien en cada família era de 3,05.
Per edats la població es repartia de la següent manera: un 23,3% tenia menys de 18 anys, un 5,3% entre 18 i 24, un 31,3% entre 25 i 44, un 25,2% de 45 a 60 i un 14,9% 65 anys o més.
L'edat mediana era de 40 anys. Per cada 100 dones de 18 o més anys hi havia 87,1 homes.
La renda mediana per habitatge era de 75.546 $ i la renda mediana per família de 85.022 $. Els homes tenien una renda mediana de 58.125 $ mentre que les dones 43.097 $. La renda per capita de la població era de 36.749 $. Aproximadament el 3,4% de les famílies i el 3,9% de la població estaven per davall del llindar de pobresa.

## Poblacions més properes
El següent diagrama mostra les poblacions més properes.